# چبینی
چبینی (به لاتین: Trzebiny) یک سکونتگاه مسکونی در لهستان است که در Gmina Święciechowa واقع شده‌است.